# Scarpa d'oro 2011
La Scarpa d'oro 2011 è il riconoscimento calcistico che è stato assegnato al miglior marcatore in Europa tenendo conto delle marcature messe a segno nel rispettivo campionato e del Coefficiente UEFA nella stagione sportiva 2010-2011 e/o nella stagione 2010 per i campionati che si svolgono nell'anno solare. Il premio è stato assegnato a Cristiano Ronaldo del Real Madrid autore di 40 marcature.

## Classifica finale[1]
| Pos | Campionato       | Nome              | Squadra           | Gol  | C-UEFA | Pti  |
| --- | ---------------- | ----------------- | ----------------- | ---- | ------ | ---- |
| 1   | Primera División | Cristiano Ronaldo | Real Madrid       | 40   | x2     | 80   |
| 2   | Primera División | Lionel Messi      | Barcellona        | 31   | x2     | 62   |
| 3   | Bundesliga       | Mario Gómez       | Bayern Monaco     | 28   | x2     | 56   |
|     | Serie A          | Antonio Di Natale | Udinese           | 28   | x2     | 56   |
| 5   | Serie A          | Edinson Cavani    | Napoli            | 26   | x2     | 52   |
| 6   | Ligue 1          | Moussa Sow        | Lilla             | 25   | x2     | 50   |
| 7   | Bundesliga       | Papiss Cissé      | Friburgo          | 22   | x2     | 44   |
|     | Ligue 1          | Kevin Gameiro     | Lorient           | 22   | x2     | 44   |
| 9   | Süper Lig        | Alex              | Fenerbahçe        | 28   | x1,5   | 42   |
|     | Premier League   | Dimităr Berbatov  | Manchester Utd    | 21   | x2     | 42   |
|     | Serie A          | Samuel Eto'o      | Inter             | 21   | x2     | 42   |
|     | Premier League   | Carlos Tévez      | Manchester City   | 20   | x2     | 40   |
| 13  | Super League     | Alexander Frei    | Basilea           | 27   | x1,5   | 40,5 |
| 14  | Primera División | Sergio Agüero     | Atlético Madrid   | 20   | x2     | 40   |
|     | Serie A          | Alessandro Matri  | Cagliari Juventus | 11 9 | x2     | 40   |
|     | Primera División | Álvaro Negredo    | Siviglia          | 20   | x2     | 40   |

## Attribuzione del coefficiente UEFA
- Per i campionati che si trovano dal 1º al 5º posto del coefficiente UEFA i gol del giocatore vanno moltiplicati per 2
- Per i campionati che si trovano dal 6º al 21º posto del coefficiente UEFA i gol del giocatore vanno moltiplicati per 1,5.
- Per i campionati che si trovano dal 22º posto in giù del coefficiente UEFA i gol del giocatore vanno moltiplicati per 1.[1][2]